# Ромові кульки
Ромові кульки — кондитерське тістечко з масляного печива зі смаком шоколаду і рому, схожі на трюфель. Вони мають розмір приблизно як м'яч для гольфу і часто вкриті шоколадною посипкою, сушеним кокосом або какао. Як випливає з назви, це печиво містить ром. Оскільки воно не випікається, алкогольний смак і аромат не нейтралізуються під час приготування. Це печиво особливо популярне під час свят.

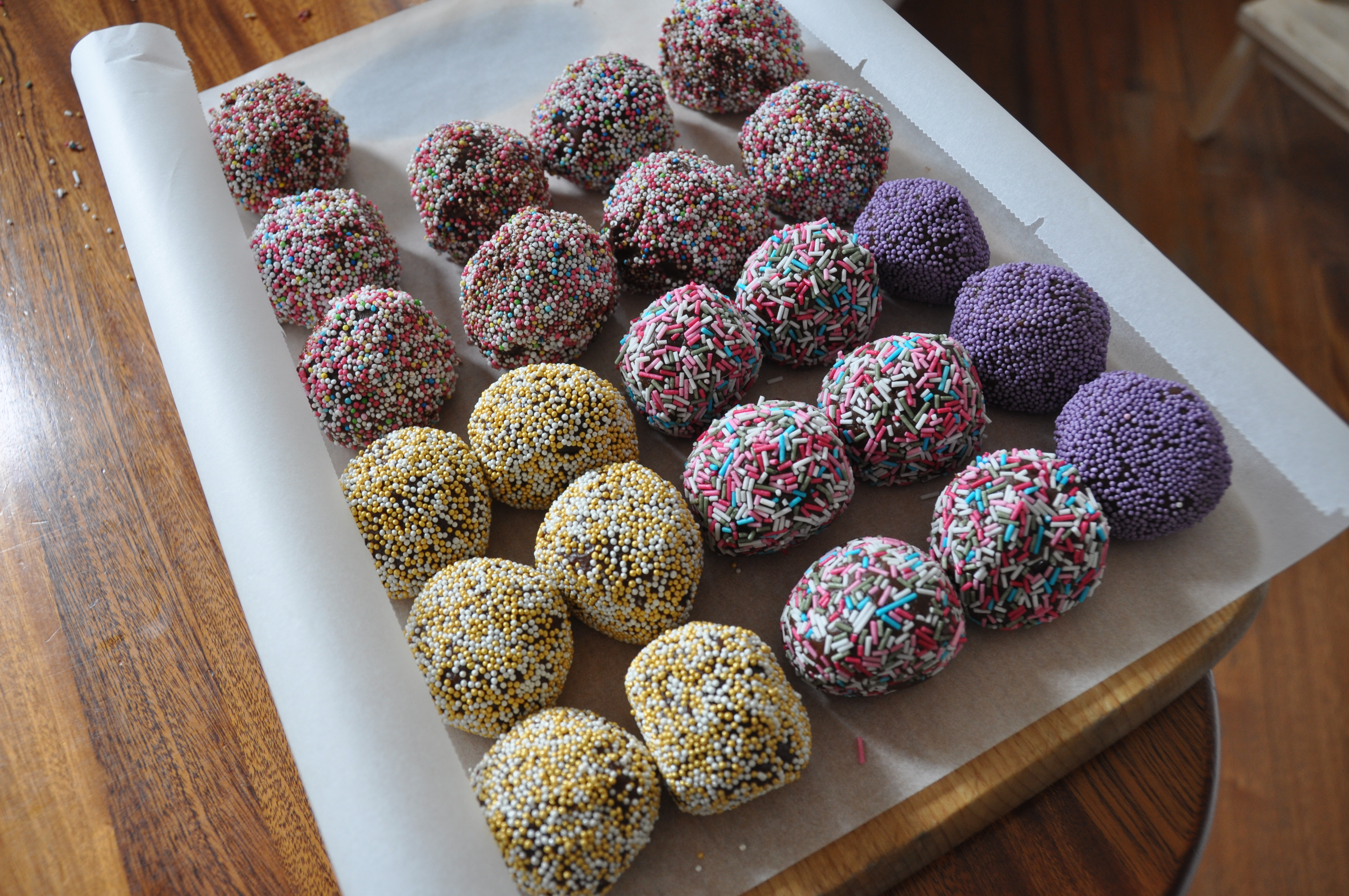
Типові данський ромові кульки з різноманітними вкрапленнями

Ромові кульки — популярне різдвяне частування в Англії, Австралії, Канаді, Німеччині, Новій Зеландії, США, Австрії, Словенії, Угорщині, Греції та Чехії. У Данії ними насолоджуються цілий рік і називають їх romkugle, trøffel або sputnik, залежно від регіону.
11 червня 2017 року в Мейдалі, Данія, створили найбільшу у світі ромову кулю вагою 31 кг (68 фунт).

## Приготування
Існує багато різних способів приготування кульок з ромом, оскільки рецепти варіюються від регіону до регіону та від сім'ї до сім'ї. До складу всіх ромових кульок обов'язково входять шоколад і ром, але решта інгредієнтів варіюються за видом, формою та кількістю.
Щоб приготувати ромові кульки, корж (або бісквіт) подрібнюють і змішують з жиром, какао та вологим сполучним інгредієнтом, наприклад, джемом або згущеним молоком. Також можна додати інші необов'язкові інгредієнти, наприклад горіхи. Коли суміш міцно тримається разом, її скачують у кульки, а потім покривають глазур'ю.
В Угорщині їх роблять схожим чином, але зазвичай обвалюють у цукрі. До інгредієнтів ромових кульок іноді додають мелені волоські горіхи та родзинки. Деякі угорські ромові кульки роблять з цілими вишнями, які кладуть всередину кульки, а потім обвалюють у кокосовій стружці (угор. kókuszgolyó).
Ромові кульки дуже нагадують бразильську солодкість brigadeiros; однак бригадейро виготовляють зі згущеного молока.